# Górce
Górce – osiedle i obszar MSI w dzielnicy Bemowo w Warszawie. 
Dawna wieś, znana m.in. z Ogrodów Ulrychów, która dała nazwę jednej z głównych ulic Woli i Bemowa – Górczewskiej.

## Położenie
Górce dzielą się na:

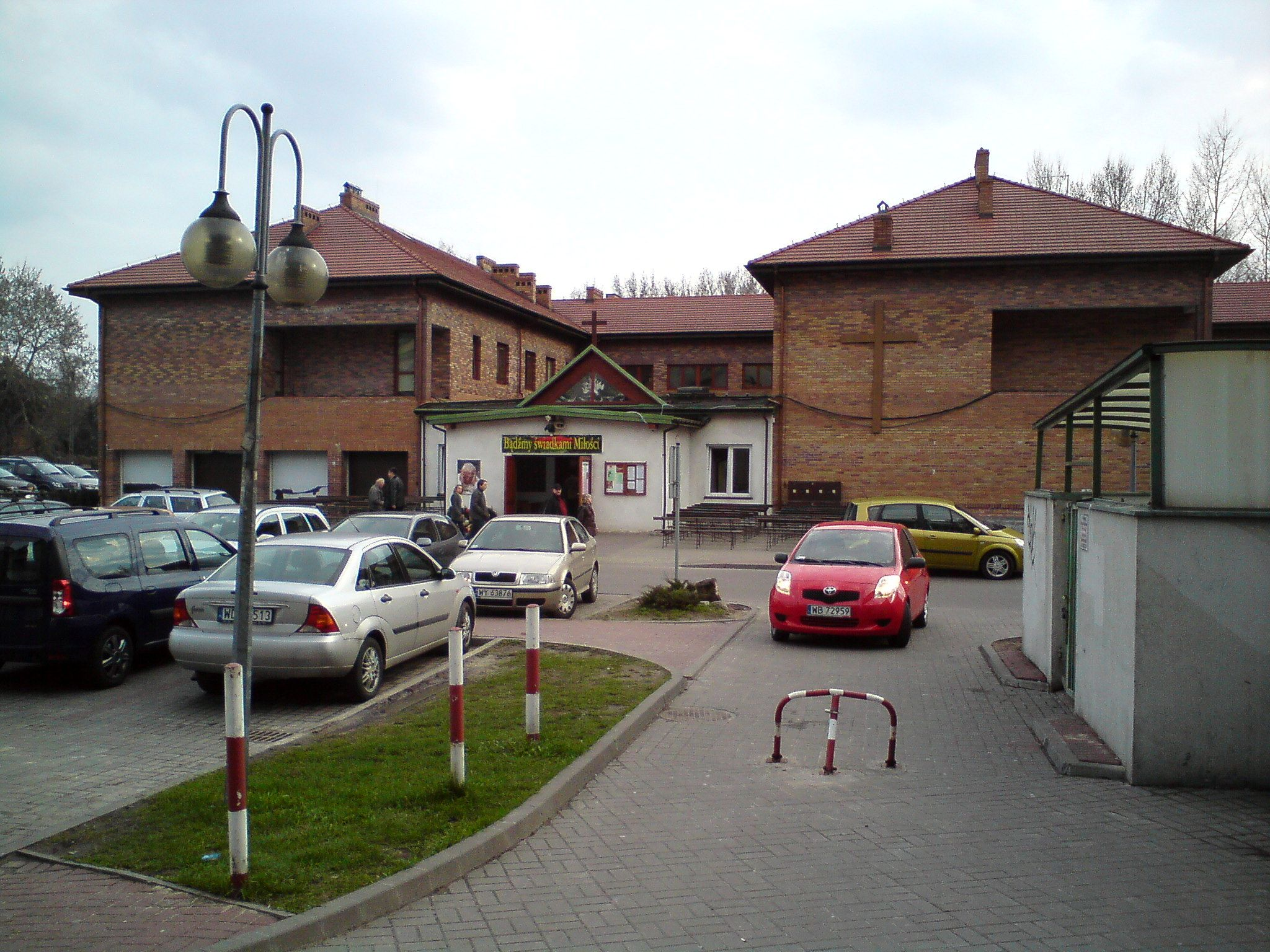
Tymczasowy kościół na Górcach

- Górce Stare – obszar pomiędzy ulicami Lazurową, Górczewską, Powstańców Śląskich i Dywizjonu 303 od północy,
- Górce Nowe – obszar pomiędzy ulicami Dywizjonu 303, Powstańców Śląskich, Górczewską i torami kolejowymi od wschodu.

Od północy Górce graniczą z obszarami MSI: Bemowem Lotnisko, od południa z Jelonkami, od wschodu z dzielnicą Wola (Ulrychów, Koło), od zachodu z Grotami.

## Historia

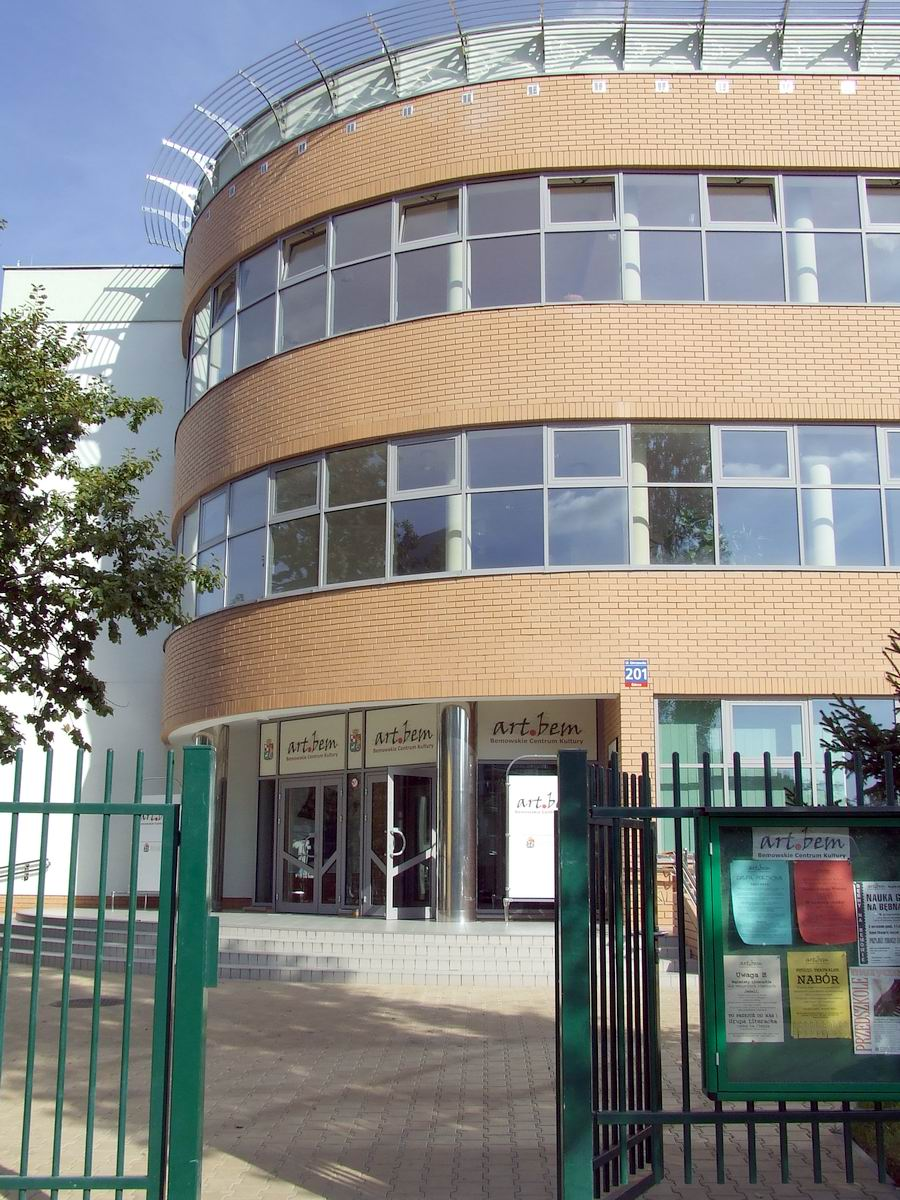
Bemowskie Centrum Kultury Art Bem

Przed XV wiekiem istniała tu wieś rycerska Górce – Górce w 1432 r. należały do Piotra Pielgrzyma, którego syn Andrzej Pielgrzymowic zwał się już Górczewski (de Górcze). Wieś Górce w parafii Babice należała do bardzo bogatej i wpływowej politycznie mieszczańskiej rodziny Pielgrzymów. 27 grudnia 1408 r. Piotr Pielgrzym kupił za 200 kop groszy praskich najwyższą władzę w Warszawie – wójtostwo warszawskie i godność burmistrza, piastując je przez prawie 60 lat. W późniejszych czasach wieś należała kolejno do: Mikołaja Kazuba (stąd geneza ulicy Kazubów), rodziny Zdziarskich, skarbnika sochaczewskiego Szymanowskiego, kapitana wojsk koronnych Malinowskiego oraz do wojewody smoleńskiego Piotra Sapiehy.
Wieś szlachecka Gorcze w 1580 znajdowała się w powiecie warszawskim ziemi warszawskiej województwa mazowieckiego.
Tam miała swoje źródła rzeka Rudawka (nieistniejąca). Wieś ucierpiała w czasie wojen szwedzkich – na sąsiednim Bemowie, zwanym wówczas Szwedzkimi Górami, dochodziło do starć. W XVIII w. ponowny rozwój, częściowo za przyczyną elekcji w Woli (żywność, kwatery dla posłów i ich służby).
W XIX w. Górce weszły częściowo w skład gminy Młociny, a znaczną ich część przyłączono do Powązek. W XIX w. sprowadza się tu ród Ulrychów – Jan Krystian Ulrich w 1877 nabył kolonię w Górcach, gdzie założył szkółki drzew owocowych i krzewów ozdobnych. Zorganizował też czteroletnie kursy dla praktykantów, które ukończyło około stu ogrodników, zanim władze carskie nie zakazały mu tej działalności. Za przykładem Ulricha w okolicy powstaje więcej ogrodów i produkcja sadowniczo-warzywna kierowana jest na rynek warszawski. W okolicy powstają cegielnie – największa to fabryka dachówek Bogumiła Schneidera w rejonie Jelonki Południowe/Chrzanów. Śladem ich dziś są Glinianki Jelonek (obecnie 2, były 4) oraz Glinianki Sznajdra.
W 1933 powstaje linia tramwajowa 20 łącząca Koło i Boernerowo. W 1951 powstaje Wojskowa Akademia Techniczna na Boernerowie i Górce zostają przyłączone do Warszawy do dzielnicy Wola. W 1952 powstają domki budowniczych Pałacu Kultury i Nauki na Jelonkach (Osiedle Przyjaźń), w 1955 przekazane na akademiki. Od 1956 zaczyna się budownictwo spółdzielcze na Bemowie – w późniejszym okresie zostaje wytyczona ulica Powstańców Śląskich dzieląca Górce na 2 części i zmieniony bieg ulicy Górczewskiej (ulica Starogórczewska). Na Górcach pierwsze bloki powstają na początku lat 80. zbudowane przez Spółdzielnię Mieszkaniową WOLA.
Obecnie obszar Górc Starych jest terenem ekspansji nowych, zamkniętych osiedli mieszkaniowych powoli wypierających starą zabudowę. W wyniku zmiany podziału administracyjnego Warszawy od 29 grudnia 1989 Górce znalazły się w dzielnicy-gminie Wola, a od 25 marca 1994 w granicach nowej dzielnicy Bemowo.
18 października 1990 poświęcono kaplicę, a 1 stycznia 1993 erygowano parafię pw. św. Łukasza Ewangelisty w drewnianym kościele, wzniesionym przez górali w 1991 na bazie przeniesionego obiektu z Jedlińska koło Radomia, jednym z nielicznych drewnianych kościołów w Warszawie. Kościół ten 24 września 2004 roku ok. godziny 5.30 spłonął, a siedzibą kościoła i parafii stały się nowo budowane budynki. W 2006 przy szkole podstawowej otwarty został Bemowski Ośrodek Kultury Art Bem – miejsce licznych imprez kulturalnych.
W roku 2008 rozpoczęła się budowa drogi ekspresowej S8 na odcinku Konotopa – ul. Powązkowska, przebiegającej od granicy Warszawy centralnie przez całe Górce. Modernizacji i poszerzeniu poddano także odcinek ulicy Górczewskiej od Powstańców Śląskich do Lazurowej.

## Ważniejsze obiekty
- kościół parafialny pw. św. Łukasza Ewangelisty na Górcach (drewniany w latach 1991-2004), obecnie na zadaszonym dziedzińcu domu parafialnego
- Szkoła Podstawowa nr 82 im. Jana Pawła II[5]
- Staw Jeziorzec, Staw Zielony